# La grande sfida di Tombstone
La grande sfida di Tombstone è un romanzo di Will Henry.

## Trama
Prologo
Il romanzo incomincia con un prologo dell'autore dove dichiara che questa storia gli è stata raccontata da un uomo anziano, l'ultimo depositario di questa storia, nel 1933 e che forse la sua memoria si era un po' affievolita.
15 gennaio 1880

Questa storia non incomincia a Tombstone Arizona, incomincia a 1.000 miglia di distanza da Tombstone. Johnny Ringgold era un mandriano e al suo 21º compleanno si trovava a San Angelo una cittadina del Texas per passare l'inverno con la mandria che gestiva. Con i soldi risparmiati in alcuni anni di duro lavoro entra in un Saloon e si mette a giocare a carte perdendo praticamente tutti i suoi soldi. Riesce a sorprende il cartaio a barare e avendo una rivoltella la usa. Uccide il cartaio e i duri del saloon si avvicinano e stavano per ucciderlo. Un altro uomo, di circa 30 anni, capelli biondi, baffi biondi, occhi azzurri, molto alto, spalle possenti, passo sicuro, vestito bene, gli si affianca. Il capo dei duri del saloon si impietrisce. Lo strano uomo, non ha estratto ancora la Colt, ma è ben conosciuto dal capo dei duri. Il tizio biondo invita il recalcitrante ed irascibile Johnny Ringgold ad uscire e per convincerlo gli dice che il suo nome è Earp. Tutti i presenti nel saloon conoscono, almeno per nome chi è. Anche Johnny Ringgold conosce, di fama, Earp e sa che il suo nome è Wyatt, Wyatt Earp.
Johnny e Wyatt escono dal saloon, montano, ognuno sul proprio cavallo, Johnny su un roano e Wyatt su un castrato sauro di nome Big Red e si avviano fuori dalla città. Percorrono un tratto di strada insieme, poi si dividono visto che dalla città li inseguono con una posse. Si danno appuntamento, sempre che il giovane Johnny riesca a far perdere le proprie tracce alla posse, in una capanna. Prima che si separino, Wyatt da un consiglio a Johnny, «stai lontano dall'orizzonte». Il giorno dopo si rivedono alla capanna di Wyatt Earp. Johnny Ringgold, consigliato da Wyatt cambia nome e sceglie come nuovo nome Johnny Ringo. I due si mettono in viaggio, ognuno sul suo cavallo verso sud-ovest. Dopo un mese di viaggio arrivano a Tucson e Wyatt Earp viene nominato, dallo sceriffo di Tucson, Primo deputy, Prima Coutry, distretto di Tombston.
Wyatt e Johnny per andare a Tombstone prendono la diligenza e attaccano i propri stanchi cavalli dietro alla diligenza. Quando sono vicino a Tombstone vengono attaccati da una banda di briganti e soltanto grazie a Wyatt, che uccide due banditi, la diligenza riesce a cavarsela. Una volta arrivati a Tombstone, Wyatt prende possesso dell'ufficio dello sceriffo e Johnny conosce e diviene amico di tutti i tipi loschi di quella città, tanto da litigare, in modo definitivo, con Earp. Nella diligenza, oltre a Earp e Ringo c'erano anche una ballerina di nome Lilly Belloit e Evvie Cushman proprietaria di una pensione a Tombstone. La situazione incomincia a precipitare quando lo sceriffo Wyatt appende una serie di avvisi che dicono che sarà illegale portare armi dentro la città.
Fred Wagner, un amico di Wyatt, viene assunto da Wyatt come deputy ed entrambi si dirigono in giro per la città per poter far rispettare l'ordine di Wyatt di non portare armi in città. In questa azione muore Fred, ma Wyatt riesce a imprigionare tutti i pistoleri che non avevano consegnato le armi. Mentre a Tombstone è tornata la legge Johnny Behan è riuscito a far licenziare Wyatt come sceriffo e a farsi nominare sceriffo. Sta cercando di accusare Wyatt di essere uno dei banditi che assaltano la diligenza. Viene avvertito da Lilly e grazie a lei riesce a fuggire. Ritorna in città, ma non come sceriffo ma come corriere della Wells Fargo, compagnia di trasporto del denaro che proprio in quella corsa era stata assalita dalla banda di Curly Bill Brocius. Wyatt riesce a sventare la rapina e ad uccidere tre rapinatori.
La banda di Curly Bill Brocius ha, nelle rapine ai portavalori, il suo più grande affare. Da quando Wyatt fa le varie scorte non ci sono più rapine. Intanto si è sparso per tutti gli Stati Uniti il "lavoro" fatto da Wyatt tanto che viene nominato sceriffo federale del territorio dell'Arizona. Ora può agire su tutti i reati federali che avvengono in Arizona. (all'epoca, l'omicidio non era un reato federale). Earp, nella sua nuova veste chiama in aiuto suo fratello Virgil. Al rientro in città Johnny Ringo gli fa sapere, per mezzo di Lilly, che lui e tutta la banda di Bill Brocius lo uccideranno alla prima occasione. Gli fa comunicare anche che "ora siamo pari per la faccenda di San Angelo".
Avvertito da Johnny, Wyatt capisce che è arrivato il momento di saldare tutti i conti in sospeso e per farsi aiutare chiama in suo aiuto suo fratello Morgan che, al pari di Virgil assomiglia tantissimo a Wyatt, e un suo amico di nome John Henry Holliday soprannominato Doc Holliday, visto che è un dentista ed è anche un ottimo giocatore oltre che bravo con la rivoltella. La banda di Curly Bill Brocius effettua una rapina portando via il sacco della posta (reato federale) e i tre fratelli Earp si mettono sulle loro tracce. Non riescono a rintracciarli, Wyatt si è stancato di questa storia con questa banda ed è intenzionato a farla finita una volta per tutte.
Siamo arrivati a fine ottobre. I tre fratelli Earp, -Wyatt, Virgil e Morgan-, con l'aiuto di Doc Holliday si dirigono verso l'O.K. Corral dove alcuni banditi si sono riuniti. All'O.K. Corral i banditi erano: Billy Clanton, anni 17, - Ike Clanton poco più grande, spaventato a morte - Tom McLowry poco più che ventenne - Frank McLowry unico vero pistolero fra di loro di anni 31 e William Claiborne di anni 21, ma già ottimo pistolero. Uno degli Earp intima ai banditi di arrendersi, ma qui le testimonianze divergono. Chi dice che i banditi si siano arresi e gli Earp più Doc abbiano aperto il fuoco per primi, chi dice che invece di arrendersi abbiano incominciato a sparare. I risultati comunque furono: Frank McLowry ucciso - Tom McLowry ucciso - Billy Clanton ucciso - William Claiborne fuggito - Ike Clanton fuggito - Morgan Earp ferito - Virgil Earp ferito - Doc Holliday ferito molto gravemente.
Dopo la sparatoria Johnny Behan vuole arrestare gli Earp e Doc, ma alcuni cittadini vogliono testimoniare per difenderli. Vengono tutti assolti dal reato di omicidio, ma gli altri membri della banda decidono di vendicarsi. Il 28 dicembre Virgin Earp viene ferito al braccio sinistro tanto da doverglielo amputare. Il 18 marzo 1882 viene ucciso Morgan Earp in un agguato. Ci sono testimoni attendibili che danno la colpa di questo omicidio a Peter Spenser, Frank Stilwell e Indian Charlie Cruz, forse parteciparono anche Curly Bill Brocius e Johnny Ringo. Wyatt decide di vendicarsi, riesce ad ottenere un mandato di cattura per i partecipanti all'omicidio, ma per farlo dove portare in salvo Virgil. Decidono di portarlo ad ovest con il treno e lì subiscono un assalto dagli assassini di Morgan. Wyatt riesce ad uccidere Frank Stilwell a sangue freddo. Questo è un omicidio. Per questo omicidio Johnny Behan riesce a far emettere un mandato di cattura a carico di Wyatt Earp.
Wyatt Earp e alcuni suoi amici riescono a trovare Indian Charlie Cruz e lo uccidono a sangue freddo. Questo è il secondo omicidio. Mentre la posse composta da Wyatt e da alcuni suoi amici cercano i banditi, una posse dei banditi, con il mandato di cattura, cerca Wyatt. Le due posse si scontrano a Iron Springs e Wyatt uccide Curly Bill Brocius, e Pete Spence riesce a scappare a Tombstone e lì viene arrestato e viene portato al penitenziario di Yuma. Wyatt ora cerca senza sosta Johnny Ringo per poter finire il suo lavoro. Nel frattempo Ike Clanton, Phin Clanton, Billy Claiborne, Pony Deal e Frank Patterson passano il confine e si rifugiano in Messico. Sulla testa di Wyatt pende ancora la spada di Damocle del mandato di cattura e, grazie ad alcuni amici, riesce ad andare in Colorado e chiedere asilo. Prima di partire passa a salutare la sua amica Lilly Belloit. Viene trovato un cadavere seduto ad un albero, si dice che fosse Johnny Ringo, con una ferita mortale alla testa. Accanto al cadavere impronte di cavallo simili a quello di Wyatt.
Epilogo

Questo è tutto quello che il vecchio disse e quando chiese di saperne di più e come venne a sapere di questa storia il vecchio rispose che era una vecchia storia. In quanto a quello che successe a Johnny Ringo il vecchio si espresse con "Il ragazzo era malvagio, senza alcunché di buono. Nessuno avrebbe potuto saperlo meglio di me". L'autore, riferito al vecchio che gli ha raccontato questa storia dice che non conosce il suo vero nome e non si sentì mai di chiederglielo.

### Fine Trama
Alla fine del romanzo c'è una pagina scritta dal traduttore. Riporto, in forma integrale, tale pagina.
- Wyatt Earp, ciarlatano di frontiera

La fama di maestro depositario di ogni segreto della discutibile "arte marziale" dei pistoleri, di cui Wyatt Earp beneficia ancora, non è dimostrata: certamente, in tre delle cinque sparatorie alle quali partecipò, cioè quella dell'O.K. Corral, l'omicidio di Frank Stilwell e l'assassinio di Indian Charlie, egli coadiuvato da quattro o cinque individui bene armati, crivellò di colpi persone disarmate, non intenzionate a battersi. All'O.K. Corral, soltanto Frank McLowry e Billy Clanton avevano rivoltelle per rispondere al fuoco freddamente aperto dai tre lugubri fratelli e dallo spettrale dentista.

Come suggerisce anche l'ambiguità con cui Will Henry lo interpreta, Earp non fu un immacolato difensore dell'ordine, quantunque in certi periodi abbia lavorato come poliziotto, vice-sceriffo e deputy marshal: la sua vita, come quella di tanti altri allora nell'Ovest, sembra una ricerca di successo, risoltasi in un arrangiarsi nei modi più disparati, senza disdegnare imbrogli e crimini.

Tuttavia egli riuscì a costruirsi una fama, poco prima della morte, trasmettendo la propria "biografia" a Stuart N. Lake e collaborando così all'invenzione, alleviante una sete di deformazione mitica della "conquista dell'Ovest", di una figura eroica tuttora meglio conosciuta e più affascinante di quella ricostruita dall'indagine storica. Come dice press'a poco William S. Burroughs (La scrittura creativa, Sugar, Milano 1981, pagg. 68/69), «la finzione è più tenace dei fatti, e ... i libri di storia ne sono pieni ... Col passare del tempo e la morte dei testimoni oculari, diventa sempre più difficile stabilire ciò che veramente accadde ...»

## Personaggi
Pistoleri:
- Wyatt Earp
- Virgil Earp
- Morgan Earp
- Doc Holliday
- Johnny Ringo
- William "Curly Bill" Brocius
- Frank Stilwell
- Pete Spence
- Billy Claiborne
- Frank McLowry
- Ton McLowry
- Ike Clanton
- Phineas Clanton
- Billy Clanton
- Pony Deal
- Frank Patterson
- Indian Charlie Cruz, soprannome di Jim Crane
- Lilly Belloit: Ballerina
- Evvie Cushman: Proprietaria di una pensione
- Johnny Behan: Politico locale

## Edizioni
- Will Henry, La grande sfida di Tombstone, traduzione di Alessandro Zabini, collana I grandi western, Gruppo editoriale lo vecchio, 1994,  p. 240.